# Cầu Đan Dương – Côn Sơn
Cầu Đan Dương-Côn Sơn là cầu dài nhất thế giới. Cầu cạn có tổng chiều dài 164,8 km (102,4 dặm) trên đường sắt cao tốc Bắc Kinh - Thượng Hải.
Cầu nằm giữa Thượng Hải và Nam Kinh tỉnh Giang Tô phía đông Trung Quốc. Nó bao gồm một đoạn dài 9 km (5,6 dặm) trên mặt nước qua Hồ Dương Trừng tại Tô Châu. Cầu được hoàn thành vào năm 2010 và mở cửa vào năm 2011. Trong quá trình xây dựng đã sử dụng 10.000 người, xây dựng đã bốn năm và chi phí khoảng 8,5 tỷ USD. Cầu cạn Đan Dương-Côn Sơn hiện nay (thời điểm tháng 6 năm 2011) đang giữ kỷ lục là cây cầu dài nhất thế giới trong bất kỳ kiểu cầu nào.